# Fred Hampton
Fred Hampton (Summit, Illinois, 30 d'agost de 1948 - Chicago, Illinois, 4 de desembre de 1969) va ser un activista afroamericà i revolucionari, president del capítol d'Illinois del Partit Pantera Negra (BPP) i vicepresident del BPP nacional. Hampton i el seu company de partit Mark Clark van ser assassinats durant la incursió d'una unitat tàctica del Comtat de Cook, l'Oficina del Fiscal de l'Estat d'Illinois, juntament amb el Departament de Policia de Chicago i l'FBI (Oficina Federal d'Investigació) al desembre de 1969.
El gener de 1970, un jurat va realitzar una investigació i va fallar que la mort d'Hampton i Clark va ser un homicidi justificable. No obstant això, posteriorment es va presentar una demanda civil en nom dels supervivents i familiars d'Hampton i Clark. Finalment, es va resoldre el 1982 per un acord d'1,85 milions de dolars amb la Ciutat de Chicago, el Comtat de Cook i el govern federal pagant un terç cadascuna de les parts a un grup de nou demandants.